# Панна/Мукта
Панна/Мукта – індійські офшорні нафтогазові родовища, розробка яких велась за допомогою спільної інфраструктури. Відносяться до нафтогазоносного басейну Мумбаї.
Поклади вуглеводнів родовищ пов’язані із карбонатами формації Бассеін, яка виникла в середньому еоцені. Материнські породи відносяться до сланцевої формації Панна, що сформувалась у палеоцені – еоцені. 
На Панна поклад має газову шапку завтовшки біля 50 метрів, нафтову зону із середньою товщиною біля 20 метрів та нижню водонасичену зону товщиною 40 – 60 метрів.
На Мукта у верхній частині формації Бассеін знаходиться газовий поклад завтовшки біля 50 метрів із пористістю у 10%, тоді як глибше виявлені три відокремлені нафтонасичені зони товщиною 40 – 50 метрів, 80 метрів та 85 метрів і пористістю від 10% до 16%. При цьому геологія родовища виявилась вельми складна і за перші два десятки років розробки 49 пробурених тут свердловин видобули лише 15 млн барелів нафти та 1,53 млрд м3 газу.  
Панна та Мукта відкрили у 1976 та 1981 роках відповідно унаслідок розвідувальної кампанії, яку провадила індійській державна Oil and Natural Gas Company (ONGC). Розробка почалась у 1986 та 1991 роках, при цьому в середині 1990-х до проекту довелось залучити інвесторів, якими стали індійська Reliance Industries Limited (RIL) та британська BG (в подальшому – частина BP), що отримали по 30% участі (ще 40% залишилось у ONGC).
Глибина моря становить від 45 до 55 метрів для Панна та 65 метрів для Мукта, тому облаштування промислу було можливо виконати за допомогою стаціонарних споруд. За два з половиною десятки років на Панна встановили 11 платформ для розміщення фонтанних арматур PA, PB, PC, PD, PE, PF, PG, PH, PJ, PK та PL (первісно носила назву SWP – South West Panna). Облаштування Мукта тривалий час обмежувалось платформою для розміщення фонтанних арматур MA, яка у першій половині 2010-х припинила видобуток через проблеми із трубопроводом. У 2015-му ввели в дію платформу MB та проклали новий трубопровід до МА, що дозволило провадити видобуток з Мукта одразу через дві платформи. Також можливо відзначити, що за перші 26 років розробки (по 2012-й) за проектом Панна-Мукта спорудили 130 свердловин.
Всі видобуті вуглеводні надходять по внутрішньопромислових лініях до створеного на Панна центрального блоку, який складається із сполучених містками платформи з обладнанням для підготовки PPA (може приймати 45 тисяч барелів рідких вуглеводнів та 2,5 млн м3 газу на добу), факельної вежі PFP та житлової платформи PQ (також до цього блоку відноситься перша з платформ для фонтанних арматур PA).
Нафта та газовий конденсат спрямовувались з PPA через швартовочний вузол до плавучого сховища дедвейтом 120 тисяч тон. З останнього рідкі вуглеводні періодично завантажувались на танкери дедвейтом до 100 тисяч тон зі швидкістю 40 тисяч барелів на добу (у піковому режимі – до 75 тисяч барелів на добу).
Газ видавали по двом перемичкам діаметром 450 мм до ліній BPA – Хазіра та BPB – Хазіра зі складу системи Бассеін – Хазіра.
На піку видобутку, який припав на 2007 рік, з проекту Панна-Мукта отримували 38 тисяч барелів рідких вуглеводнів та 5,7 млн м3 газу на добу. Станом на 2019-й ці показники зменшились до 10 тисяч барелів та 4 млн м3. 
У грудні 2019-го по завершенні строку концесійної угоди інвестори передали родовища у повне володіння ONGC, при цьому за період з 1994-го накопичений видобуток становив 201 млн барелів нафти та конденсату і 35 млрд м3 газу.